# 존 브래들리 (잉글랜드의 배우)
존 브래들리 웨스트(John Bradley West, 1988년 9월 15일 ~ )는 잉글랜드의 배우이다.